# تونانتزين
تونانتزين (بالإنجليزية: Tonantzin)‏، في ميثولوجيا الأزتيك، هي الربة الأم، والتي تمثل قوة الأنثى. والاسم هو عنوان للجانب الأمومي لأي إلهة من آلهة الأزتيك، وليس اسم إلهة معينة.